# Jacob Vouza
Sir Jacob Charles Vouza (asi 1892 Tasimboka – 15. března 1984 Honiara) byl obyvatel Šalomounových ostrovů, který se vyznamenal v bitvě o Guadalcanal za druhé světové války.
Byl rybářem, v letech 1916 až 1941 sloužil u policie, naučil se anglicky a dosáhl hodnosti nadpraporčíka (Sergeant Major). Za japonské okupace se přihlásil jako dobrovolník k domorodé jednotce coastwatchers, která využívala znalosti terénu ke špionáži pro Spojence. Dne 20. srpna 1942 upadl do japonského zajetí, byl mučen a když odmítl vypovídat, rozhodli se ho věznitelé ubodat bajonety. Vouza však svá zranění přežil, podařilo se mu uprchnout do pralesa a proniknout zpět k americkým jednotkám, kterým poskytl řadu cenných zpravodajských informací.
Po válce zasedal v poradní radě protektorátu Šalomounovy ostrovy, za hrdinství v boji obdržel Legion of Merit, Jiřího medaili a v roce 1957 Řád britského impéria, v hlavním městě Honiara mu byl odhalen pomník.